# Langenaltheim
Langenaltheim ist eine Gemeinde im mittelfränkischen Landkreis Weißenburg-Gunzenhausen und deren Hauptort. Es ist die südlichste Gemeinde Mittelfrankens und somit ganz Frankens. Im Dreiländereck gelegen, grenzt die Gemeinde an Oberbayern und Schwaben.

## Geografie

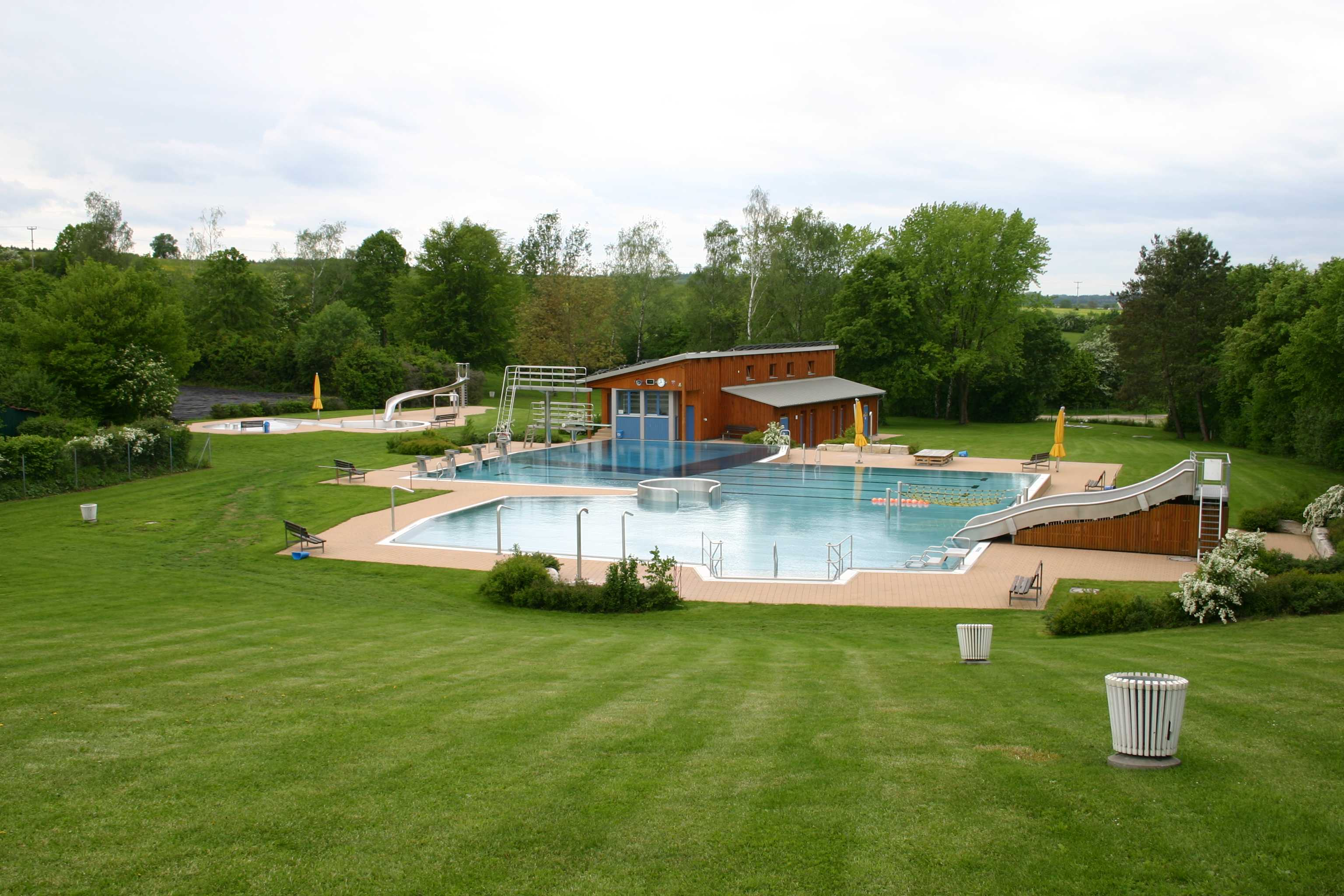
Das Freibad Langenaltheim

### Geografische Lage
Der Ort Langenaltheim liegt im Süden des Landkreises Weißenburg-Gunzenhausen auf etwa 556 m ü. NHN im Hochland der Weißenburger Alb, einem Teilgebirge der Fränkischen Alb. Dieser liegt etwa acht Kilometer südlich der Stadt Treuchtlingen und etwa vier Kilometer westlich der Altmühl in der Region Westmittelfranken und inmitten des Naturparks Altmühltal. Auf dem Gemeindegebiet liegen mehrere ausgedehnte Wälder, darunter südlich von Langenaltheim das Waldgebiet Oberholz. Im südlichsten Punkt der Gemeinde liegt das Röglinger Tal, worin sich das mit einer Stele markierte Dreiländereck, der südlichste Punkt Frankens und der westlichste Punkt Oberbayerns befindet. Andere Täler in der Gemeinde Langenaltheim sind das Rehlinger Tal und das Pappenheimer Tal. Durch Langenaltheim führt die Staatsstraße 2217, westlich des Kernortes durchquert die Bundesstraße 2 das Gemeindegebiet. In den Wäldern von Langenaltheim befinden sich mehrere Werke, in denen Treuchtlinger Marmor und Solnhofener Plattenkalk abgebaut wird. Der ehemalige Steinbruch südöstlich der Langenaltheimer Haardt ist als Geotop ausgewiesen und hat den Platz 71 der der schönsten Geotope Bayerns. Das Gelände ist gebirgig, auf dem Gemeindegebiet liegen unter anderem der Steinbass (571,7 m ü. NHN), der Kühberg (556,5 m ü. NHN) und der Schrandelberg (568 m ü. NHN).
Die Nachbargemeinden sind:
| Treuchtlingen | Treuchtlingen                               | Pappenheim |
| Monheim       | Kompassrose, die auf Nachbargemeinden zeigt | Solnhofen  |
| Monheim       | Monheim, Rögling, Mörnsheim                 | Mörnsheim  |

### Gemeindegliederung
Es gibt 9 Gemeindeteile (in Klammern ist der Siedlungstyp angegeben):
- Altheimersberg (Weiler)
- Büttelbronn (Pfarrdorf)
- Höfen (Weiler)
- Langenaltheim (Pfarrdorf)
- Langenaltheimer Haardt (Dorf)
- Lohhof (Weiler)
- Mauthaus (Einöde)
- Neuherberg (Einöde)
- Rehlingen (Pfarrdorf)

Es gibt auf dem Gemeindegebiet die Gemarkungen Büttelbronn, Langenaltheim, Oberholz und Rehlingen. Die Gemarkung Langenaltheim hat eine Fläche von 19,871 km². Sie ist in 2795 Flurstücke aufgeteilt, die eine durchschnittliche Flurstücksfläche von 7109,39 m² haben. In ihr liegen neben dem namensgebenden Ort die Gemeindeteile Altheimersberg und Langenaltheimer Haardt.

## Geschichte

### Bis zur Gemeindegründung
Ins Licht der Geschichte tritt „Altheim in pago Sualafelden“ durch einen Eintrag im Urkundenbuch des Klosters Fulda, der auf 750–802 datiert ist (Regnum Francorum online FUB 328). Zum zweiten Mal erscheint Langenaltheim dann  914 in einer Urkunde König Konrads I. (MGH DD Ko.I. 21). Ab 1541 gehörte der Ort zur Grafschaft Pappenheim, die ein Teil des Fränkischen Ritterkreises war. Mit der Rheinbundakte 1806 kam der Ort, wie andere Orte Frankens auch, zum Königreich Bayern. 1818 entstand mit dem Gemeindeedikt im Rahmen der Verwaltungsreform die politische Gemeinde Langenaltheim.

### Eingemeindungen
Im Zuge der Gebietsreform in Bayern wurde am 1. April 1971 die Gemeinde Rehlingen eingegliedert. Am 1. Januar 1972 kamen Höfen, Lohhof und Neuherberg als Teile der aufgelösten Gemeinde Haag bei Treuchtlingen dazu. Büttelbronn folgte am 1. Mai 1978.

### Einwohnerentwicklung
| Bevölkerungsentwicklung | Bevölkerungsentwicklung | Bevölkerungsentwicklung | Bevölkerungsentwicklung | Bevölkerungsentwicklung | Bevölkerungsentwicklung | Bevölkerungsentwicklung | Bevölkerungsentwicklung | Bevölkerungsentwicklung | Bevölkerungsentwicklung | Bevölkerungsentwicklung |
| ----------------------- | ----------------------- | ----------------------- | ----------------------- | ----------------------- | ----------------------- | ----------------------- | ----------------------- | ----------------------- | ----------------------- | ----------------------- |
| Jahr                    | 1961                    | 1970                    | 1987                    | 1991                    | 1995                    | 2000                    | 2005                    | 2010                    | 2015                    | 2020                    |
| Einwohner               | 2447                    | 2383                    | 2224                    | 2356                    | 2562                    | 2523                    | 2434                    | 2334                    | 2227                    | 2234                    |

## Politik

### Gemeinderat
Die Gemeinderatswahl 2020 ergab folgende Stimmenanteile und Sitzverteilung:
| Partei/Liste                | %      | Sitze  |
| --------------------------- | ------ | ------ |
| CSU/Parteilose Wählergruppe | 37,9   | 5      |
| SPD                         | 18,8   | 3      |
| Freie Wähler Langenaltheim  | 43,2   | 6      |
| Gesamt                      | 100    | 14     |
| Wahlbeteiligung             | 65,0 % | 65,0 % |

### Bürgermeister
Der Erste Bürgermeister Alfred Maderer (Freie Wähler) erhielt 2020 einen Stimmenanteil von 89,8 % der abgegebenen Stimmen.

## Wappen
| Wappen Gde. Langenaltheim | Blasonierung: „Unter Schildhaupt mit Eisenhutfeh von Silber und Blau in Rot ein silberner Zweispitzhammer mit goldenem Stiel, begleitet von drei, zwei zu eins gestellten, fünfstrahligen silbernen Sternen.“ |
| Wappen Gde. Langenaltheim | Wappenbegründung: Das Wappen erinnert an drei bedeutende adlige bzw. geistliche Herrschaftsinhaber in Langenheim. Das Eisenhutfeh ist dem Wappen der Grafen von Pappenheim entnommen, die von 1541 bis 1806 die Herrschaft in Langenaltheim innehatten. Die Sterne sind aus dem Wappen der Herren von Mörnsheim, die Farben Silber und Rot weisen auf das Hochstift Eichstätt hin. Beide waren im Gemeindegebiet begütert. Dieses Wappen wird seit 1971 geführt. |

## Kultur und Sehenswürdigkeiten

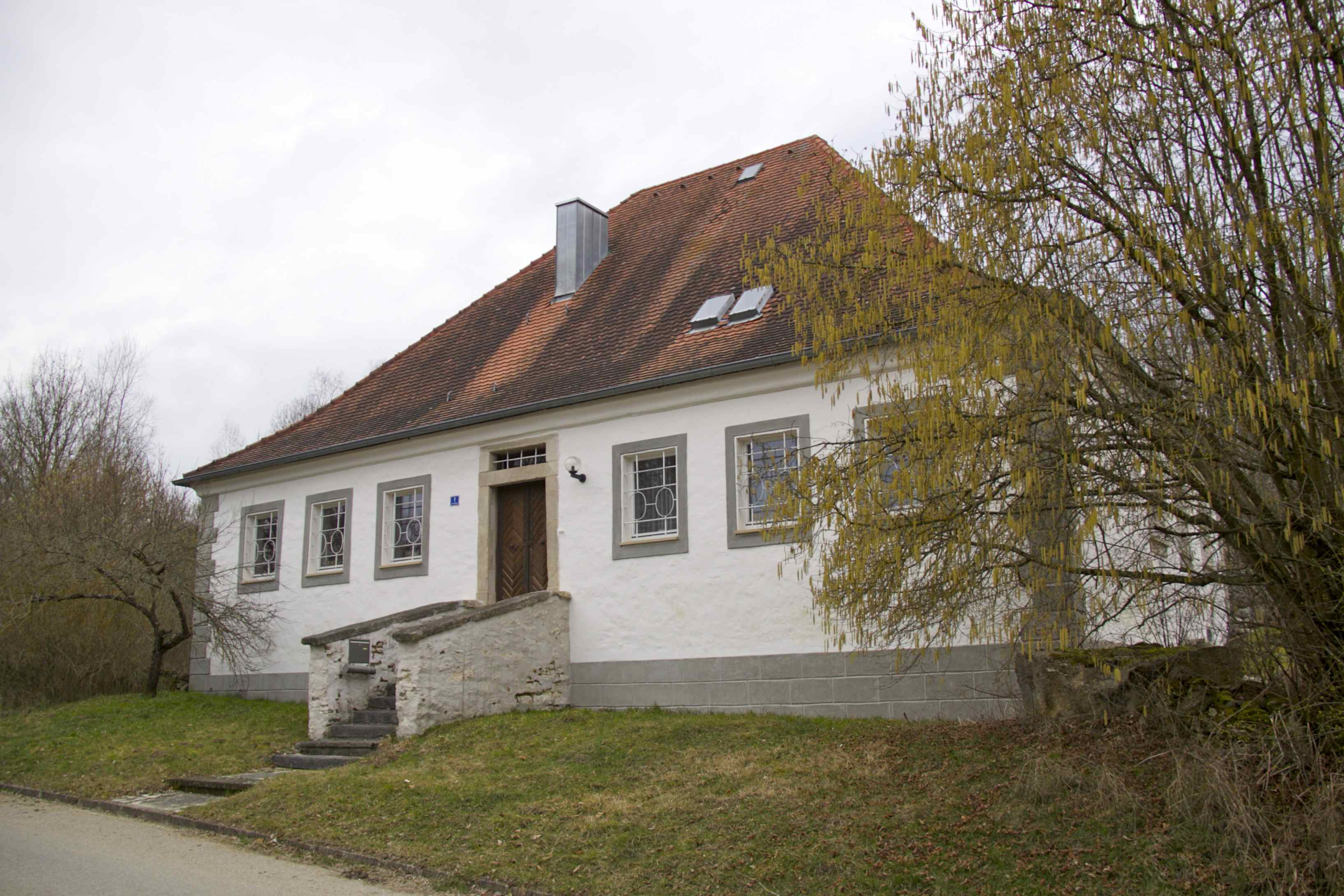
Mauthaus

In Langenaltheim befinden sich die Willibaldskirche und die Johanniskirche (beide evangelisch). Direkt an den Ort grenzt die Langenaltheimer Haardt, die zu den schönsten Geotopen Bayerns gehört.
Zudem wurden in Langenaltheim 3 Exemplare des Urvogels Archaeopteryx gefunden.
Das private Heimatmuseum Langenaltheim von Friedrich Schwegler das aus dem eigenen Steinbruch Schrandl mit zahlreichen, teils spektakulären  Fossilien (u. a. Aegirosaurus leptospondylus) und altem Werkzeug zur Steinbearbeitung ausgestattet war, besteht seit 2005 nicht mehr.

## Wirtschaft und Infrastruktur

### Wirtschaft einschließlich Land- und Forstwirtschaft
Im Jahr 2023 gab es nach der amtlichen Statistik 447 sozialversicherungspflichtig Beschäftigte am Arbeitsort. Sozialversicherungspflichtig Beschäftigte am Wohnort gab es insgesamt 987. Im verarbeitenden Gewerbe und im Bauhauptgewerbe gab es jeweils drei Betriebe. Zudem bestanden im Jahr 2020 26 landwirtschaftliche Betriebe mit einer landwirtschaftlich genutzten Fläche von 1261 Hektar, davon waren 722 Hektar Ackerfläche.

### Bildung
2024 gab es folgende Einrichtungen:
- 1 Kindertageseinrichtung: 149 genehmigte Betreuungsplätze, 143 betreute Kinder
- 1 Grundschule: vier Lehrkräfte, 73 Schülerinnen und Schüler

### Sonstige Einrichtungen
- Freibad mit großer Liegewiese
- Offroard Park Langenaltheim

### Verkehr
An Langenaltheim vorbei führt die Staatsstraße 2217, die von Solnhofen kommend etwa zwei Kilometer nordwestlich des Ortes in die Bundesstraße 2 mündet.

## Persönlichkeiten
- Heinrich Forster (1897–1955),  SS-Hauptsturmführer und Lagerführer in Konzentrationslagern
- Herbert Ohly (1901–1972), Jurist und Bürgermeister von Erlangen
- Hanns Zischler (* 1947), Schauspieler, Dramaturg, Literat, Übersetzer, Fotograf, Historiker; wuchs in Langenaltheim auf